# Sansón y Dalila (película de 1949)
Sansón y Dalila (Samson and Delilah) es una película estadounidense de 1949, producida y dirigida por Cecil B. DeMille. Fue interpretada por Hedy Lamarr en el papel de Dalila y Victor Mature en el de Sansón. George Sanders, Angela Lansbury y Henry Wilcoxon también participan. 
La película es una adaptación de los capítulos XIII a XVI, del libro bíblico de Jueces, y de la novela de 1926-1927 Judge and Fool, de Vladimir Jabotinsky.
Distribuida por Paramount Pictures, Sansón y Dalila fue la película más taquillera de 1950. De sus cinco candidaturas a los Premios Óscar, ganó dos: a la mejor dirección artística y al mejor diseño de vestuario.
Los caftanes bordados en oro, llevados por Saran de Gaza (George Sanders) y Ahtur (Henry Wilcoxon), provienen de Marruecos.

## Argumento

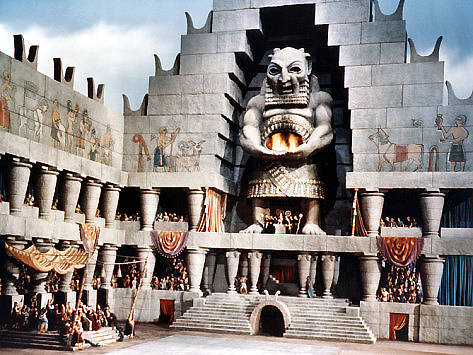
Set de grabación que pretendía simular el templo de Dagón (1949).

La película está ambientada en el antiguo Israel del año 1000 a. C. Sansón (Victor Mature) es un israelita revolucionario bendecido por Dios con una enorme fuerza, que reside en su larguísima cabellera y que él utiliza para defender y proteger a su pueblo de los ataques de los filisteos, sus enemigos, que han conquistado y tenido dominada la tierra prometida por más de cuarenta años.
Cierto día en Timnat, Sansón conoce a Semadar (Angela Lansbury), mujer filistea de hermosa apariencia pero de corazón frío y duro que no corresponde a sus afectos. Sansón quiere casarse con ella en contra de los deseos de su familia, quienes prefieren que se case con una hebrea: por ejemplo, con una hermosa y humilde joven llamada Miriam, quien además ha estado enamorada de él desde la infancia. Sansón se niega y la rechaza, y sólo tiene ojos para Semadar.
Durante una visita a la lujosa casa de Semadar, Sansón conoce a Dalila (Hedy Lamarr), hermana menor de Semadar y, para su sorpresa de él, ella también está enamorada de él y está dispuesta a ayudarlo en todo. Le recuerda que Semadar es la prometida de Atur, príncipe rival de Sansón.
Con ayuda de Dalila, Sansón termina ganándose la oportunidad de contraer matrimonio con una mujer filistea al matar un león en una importante cacería organizada por los filisteos, impresionando por su fuerza al gran sarán de Gaza (George Sanders). Cuando Dalila se sincera con él y le expresa su amor y el deseo de ser su esposa, Sansón la rechaza y elige a Semadar, acto que transforma el amor y la admiración de Dalila en odio al haber elegido a su hermana en vez de ella. Esto hace crecer también el rencor y el odio del poderoso príncipe Atur (Henry Wilcoxon), príncipe y máximo líder militar filisteo, rival de Sansón comprometido con Semadar, y se ve obligado a renunciar a ella por ser el premio de la cacería.
En su fiesta de bodas (que Semadar desaprueba y rechaza pero solo cumple por ser el premio de la cacería del León), Sansón le propone una adivinanza a los filisteos, quienes al no poder resolverla y con ayuda de Dalila y Semadar quienes, una por venganza y otrs por quedar insatisfechs, le hacen trampa y ocasionan que Sansón tendrá que pagar con treinta túnicas al amanecer, lo cual cumple robándoselas a treinta desprevenidos ciudadanos filisteos. Sin embargo, durante su ausencia, por recomendación de Dalila y de todos los soldados, Semadar es entregada a su antiguo pretendiente, el príncipe Atur, convirtiéndose ahora este en el novio y esposo de la fiesta, lo cual la joven acepta gustosa, y ambos pasan la noche en la cámara nupcial.
Esta treta filistea provoca una gresca entre Sansón y los soldados en la que tanto Semadar como su padre Tubal son asesinados por los coléricos y traicioneros soldados, con el argumento de que eran traidores al relacionarse con un hebreo desde el principio.
Sansón, con el corazón roto, da muerte a los soldados y se convierte en un fugitivo, con la promesa de acabar con el reinado filisteo. Da inicio así su violenta historia contra ese pueblo.
De la familia de la novia, solo Dalila sobrevive y jura venganza contra Sansón por la muerte de su padre, su hermana y por la destrucción de su lujosa casa, incendiada por los soldados durante la gresca. También sobrevive Atur, quien desea más que nunca la muerte de Sansón por considerarlo el asesino de su esposa y de sus treinta mejores soldados.
Tras el escándalo de la fiesta de bodas y el incidente de las túnicas, los filisteos declaran a Sansón su enemigo público número uno y despliegan todos sus medios para capturarlo.
Años después, muchas cosas han cambiado: Dalila ha logrado convertirse en una mujer de poder, la concubina favorita del gran sarán. Atur ha pasado de ser el mejor príncipe y general a convertirse en el hazmerreír de los filisteos, por no haber podido capturar a Sansón. Sansón se ha convertido en héroe y leyenda al vencer, humillar y asesinar a todos los filisteos que buscan apresarlo.
Entre sus hazañas se encuentran el haber matado a mil soldados con la quijada de un asno, el haber asaltado caravanas, quemado campos y robado cosechas para los pueblos hebreos.
Los filisteos llegan a la conclusión de que todos sus planes han fallado y que ningún hombre podrá detener al destructor de su nación. Dalila se ofrece para seducir al hebreo y entregarlo cautivo e indefenso (como una venganza por la muerte de su hermana y su padre y por haberla rechazado años atrás), y exige como pago mil cien piezas de plata de los poderosos nobles, lo que la convertiría en la mujer más rica de su pueblo. Despliega su inteligente plan y parte rumbo al desierto en una caravana con la esperanza de que el botín atraiga la atención de Sansón, cosa que termina ocurriendo.
Durante el asalto a la caravana, Sansón vuelve a encontrarse con Dalila, quien se presenta como dueña de la rica diligencia. Aunque en un principio se muestra escéptico y agresivo ante Dalila (por todos los problemas que le ocasionó en el pasado), no puede negar que Dalila es la mujer más hermosa que ha conocido en su vida y la única que lo amó sinceramente en el pasado. Conmovido por sus dulces palabras y su insistente y misteriosa seducción, decide darse una nueva oportunidad de recibir amor y placer carnal. El plan de Dalila se ejecuta a la perfección y Sansón termina cada día más enamorado de la hermosa filistea, arrepintiéndose incluso de haber elegido a la traicionera y malvada Semadar cuando tuvo la oportunidad de escoger esposa. Finalmente, por la gran insistencia de Dalila y, tras haberla engañado muchas veces respecto al secreto de su fuerza, Sansón se lo revela: su fuerza está en su cabello. Dalila le corta la melena, es apresado y cegado al ponerle (por orden de Atur, jubilodo) un fierro al rojo vivo en los ojos.
La felicidad de los filisteos no puede ser mayor al entersrse de que ha caído su peor enemigo en la historia. 
Sansón debe mover desde entonces un molino. Durante estos meses, ruega a Dios que le crezca el cabello y que recupere, con él, la fuerza que tenía.
Arreprntoda al darse cuenta de que está realmente enamorada, Dalila decide ayudarlo y perdonarlo (la muerte de su familia no fue culpa de Sansón, sino de los traicioneros soldados y de ella misma al atentar contra el hebreo), y le plantea la opción de escapar juntos hacia Egipto, en donde vivirán como ciudadanos distinguidos gracias a la plata de Dalila.
Sin embargo, el hebreo se niega argumentando que el estar ciego lo ha arruinado por completo. Además, elvhecho de haber recuperado su fuerza es una señal de que Dios le ha dado una última oportunidad para hacer las cosas correctamente y acabar con los filisteos de una vez por todas.
Finalmente, Sansón es llevado a un importantísimo templo filisteo para divertir a la muchedumbre en la fiesta de Dagón (dios de los filisteos). Se apoya en las dos columnas y, con toda su fuerza, logra derribarlas, tirando el templo y matando a más de tres mil personas (entre ellas todos los sacerdotes, nobles y soldados filisteos, así como al malvado príncipe Atur y al mismísimo sarán). Dalila muere junto a su amado, y Sansón pierde la vida como un héroe.
Los filisteos terminan devastados, en una completa crisis interna y bajo un terrible caos, mueren todos sus líderes políticos, religiosos y militares en el derrumbe del templo. Esto los deja seriamente debilitados, abandonan Israel y pierden gran parte de la influencia que habían ejercido sobre esa tierra.
Aunque la derrota del templo no destruyó su nación, sí que les afectará incluso muchas décadas después. Sansón logró cumplir con su misión aunque no de la forma esperada, ya que a pesar de ser el elegido de Dios y haber tenido la fuerza, también era un hombre y por ende susceptible al pecado y a cometer errores de los cuales todos deben aprender.

## Reparto
- Hedy Lamarr es Dalila.
- Victor Mature es Sansón.

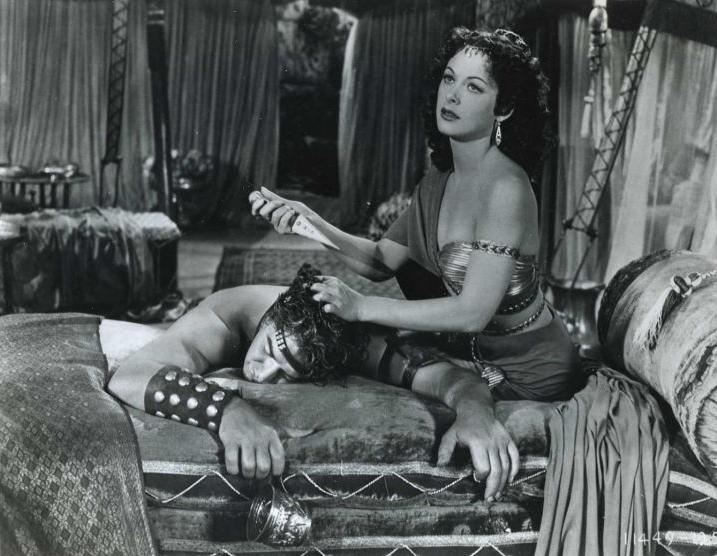
Victor Mature y Hedy Lamarr en una foto publicitaria de la película.

- George Sanders es el sarán de Gaza.
- Angela Lansbury es Semadar.
- Henry Wilcoxon es Atur.
- Olive Deering es Miriam.
- Fay Holden es Hazelelponi, madre de Sansón.
- Julia Faye es Háisham.
- Russ Tamblyn es Saúl.
- William Farnum es Tubal.
- Lane Chandler es Teresh.
- Moroni Olsen es Targil.
- Francis McDonald es el cuentista.
- Wee Willie Davis es Garmiskar.
- John Miljan es Lesh Lakish.
- Arthur Q. Bryan es el gordo filisteo.
- Laura Elliot es la espectadora.
- Victor Varconi es el señor de Ashdod.
- John Parrish es el señor de Gath.
- Frank Wilcox es el señor de Ekron.
- Russell Hicks es el señor de Ashkelon.
- Boyd Davis es el sacerdote de Dagón.
- Fritz Leiber, Sr. es el señor Sharif.
- Mike Mazurki es el jefe de los soldados filisteos.
- Davison Clark es el príncipe mercader.
- George Reeves es el mensajero herido.
- Pedro de Córdoba es Bar Simón.
- Frank Reicher es el peluquero danita.